# Les Chocolats Martine
« Les Chocolats Martine Inc. » est une chocolaterie témiscabitibienne situé à Ville-Marie au Témiscamingue. Fondée en 1987, ses produits sont aujourd’hui vendus dans tout le Québec.

## Historique
En 1981, Bernard Giraudon, d’origine française, s’installe au Témiscamingue avec le but de tester les produits chocolatiers. Il organise, avec l’aide d’un ami, une dégustation de chocolat  assisté par plusieurs hommes d’affaires de Ville-Marie et des environs. Après nombreux retours positifs, Bernard et son ami s’associent et démarre une entreprise de confection de produits pâtissiers et chocolatiers à Ville-Marie. Dès janvier 1982, l’entreprise « Pâtisserie Gibert » faisait maintenant partie des petites entreprises de Ville-Marie. Les deux premières semaines de ventes ont été très lucratives mais par la suite, les propriétaires remarquèrent une baisse considérable en ventes. C’est en mai 1982 que les dirigeants mettent fin à la « Pâtisserie Gibert ».
C’est au cours des prochains mois que Bernard Giraudon et son épouse, Dany, font appel à l’aide financière de monsieur Claude Gagnon, qui les aide à redémarrer l’entreprise sous le nom : « Les Pâtisseries Martine inc. » en octobre 1982. Claude devient alors l’unique propriétaire de l’entreprise mais laisse l’opportunité à Bernard et Dany Giraudon d’agir comme gérants de l’entreprise. Durant cette période, les produits offerts se résumait à des pâtisseries et à du pain de ménage fabriqués à la manière française et surtout, à la main.
Deux ans plus tard, en 1984, l’entreprise agrandi sa gamme de produits en offrant du chocolat et des produits importés aux Témiscamiens. En 1987, Bernard et Dany Giraudon rachètent l’entreprise et deviennent finalement acquéreurs de celle-ci qui deviendra « Les Chocolats Martine inc. ».
En 1997, la compagnie « Les Chocolats Martine inc. » est rachetée par Line Descôteaux et Bernard Flébus. Ensemble, ils perpétuent les activités de l’entreprise depuis maintenant près de 28 ans. Aujourd’hui, Line Descôteaux est l’unique dirigeante de cette entreprise en perpétuelle croissance.

## Produits
La gamme de produit des Chocolats Martine s’étend de tablettes de chocolats et de pâtisseries jusqu’à de la fondu et des coupes à dessert fait entièrement de chocolat.
C’est plus d’une quarantaine de bouchées de chocolat de saveurs variées, plusieurs moulages et près d’une quinzaine de tablettes de chocolat de saveurs différentes que Line Descôteaux offre aux passants de sa boutique. Elle nous confie d’ailleurs que sa tablette de chocolat préférée est La Fleur de sel que l’on retrouve en bouchée et en tablette. Il s’agit d’un onctueux caramel brûlé auquel est ajouté une touche de fleur de sel, le tout enrobé d’un délicieux et véritable chocolat au lait belge.
En 2003, dans le cadre de la deuxième édition de la Foire Gourmande (ATNEO), Les Chocolats Martine feront la plus grosse barre de chocolats au monde, soit une barre de 4653 kilos, qui seras inscrit dans le livre des records Guinness 2003. 

## Service de suites locatives
En 2018, un troisième étage avec vue sur le lac Témiscamingue a été ajouté à l’édifice. Les Suites de la chocolaterie sont nées de ces rénovations majeures afin d’offrir de superbes suites pour location. Cette section sur leur service de suites locatives est importante puisque c’est un service secondaire que l’entreprise offre et celui-ci est important de mentionner quant à la présentation de l’entreprise. En 2018, Line Descôteaux, la propriétaire de l’entreprise, décide de construire un troisième étage à son établissement afin d’y ouvrir 4 suites locatives ouverte au visiteur de la région. Ces chambres, nommés « Les suites de la chocolaterie », ont un taux d’occupation de 90% à l’année longue.